# Ђорђије Ђоко Пајковић
Ђорђије Ђоко Пајковић (Лужац, код Берана, 25. јун 1917 — Београд, 17. јануар 1980) био је учесник Народноослободилачке борбе, друштвено-политички радник СФРЈ, СР Црне Горе, СР Србије и САП Косова, јунак социјалистичког рада и народни херој Југославије.

## Биографија
Рођен је 25. јуна 1917. године у селу Лужац, код Берана. Потиче из сиромашне сељачке породице. Основну школу је завршио у родном селу, а два разреда гимназије у Беранама. Због недостатка средстава, морао је да напусти школовање и врати се у родно село, где се до почетка Другог светског рата бавио земљорадњом.
Када је 1935. године у беранском срезу створена партијска организација Комунистичке партије Југославије (КПЈ) и Савеза комунистичке омладине Југославије (СКОЈ), Ђоко је постао члан СКОЈ-а. Исте године је учествовао у демонстрацијама на планини Шишки, а затим у демонстрацијама за подршку штрајка беранских гимназијалаца. Почетком 1936. године, примљен је у чланство КПЈ. Свега неколико дана после пријема у Партију, био је ухапшен због учешћа на поселу у селу Пешцима, када је дошло до сукоба између омладине и жандармеријске патроле. Пошто је том приликом био убијен један жандарм, он је заједно са групом омладинаца био оптужен за убиство и од стране Државног суда за заштиту државе осуђен на три године затвора. Затворску казну је издржао у затвору „Забела“ код Пожаревца.
После изласка из затвора, по партијском задатку, је радио у СКОЈ-у и међу омладином. За члана Месног комитета КПЈ за Беране изабран је током 1939. године, а истовремено је обављао и дужност руководиоца месне организације СКОЈ-а. Исте године је, као делегат Месне партијске организације из Берана, учествовао као делегат на Седмој покрајинској конференцији КПЈ за Црну Гору, Боку, Санџак, Косово и Метохију. До 1940. године, више пута је хапшен и затваран на краће време.

### Народноослободилачка борба
Године 1940. послат је на одслужење војног рока. Априлски рат 1941. године га је затекао у Горском котару. Заједно са једном већом групом војника, подофицира и два официра, покушао је да се заобилазним путевима, преко шума и планина, пребаци у унутрашњост земље и придружи снагама које су још пружале отпор непријатељу. У том покушају су били заробљени од Немаца у Кључу. Приликом транспорта заробљеника, Ђоко је успео да побегне, и после вишедневног пробијања је стигао у родни крај.
Одмах по доласку у родни крај, ангажовао се у раду Месног комитета КПЈ за Беране и радио на припремама оружаног устанка. Почетком јула 1941. године је постао секретар Месног комитета. У току Тринаестојулског устанка народа Црне Горе, учествовао је у ослобођењу Берана и руководио организовањем политичког, привредног и другог живота на ослобођеној територији беранског среза. Био је један од организатора и учесника Скупштине народних представника, одржане у Беранама, 21. јула 1941. године, на којој је изабран први народни одбор ослобођеног среза беранског - ово је био први Народноослободилачки одбор формиран у Југославији. Ђоко је био члан овог одбора, а поред тога је и руководио реорганизацијом устаничких одреда и стварању првих партизанских батаљона. У јесен 1941, после слома устанка, успео је да очува јединство и борбени морал устаничких јединица.
Октобра 1941. године је на партијској конференцији поново изабран за секретара Месног комитета и члана Окружног комитета КПЈ за Колашин, Беране и Андријевицу. У току реорганизације партизанских јединица у Црној Гори, најпре је именован за политичког комесара Доњовасојевићке бригаде, а касније за политичког комесара Штаба Беранског партизанског одреда. Крајем 1941. и почетком 1942. године, као партијски и војни руководилац, руководио је ослободилачком борбом против окупатора, али и против четничких јединица. Приликом борбе, партизана с берaнског и колашинског среза против четника Павла Ђуришића, јануара 1942. године у Лубницама, Ђоку су промрзле ноге, па је неколико наредних месеци морао провести на лечењу у партизанским болницама у Колашину и Жабљаку.
Приликом повлачења главнине партизанских снага из Црне Горе, средином 1942. године, Ђоко Пајковић је одлуком Покрајинског комитета КПЈ за Црну Гору и Боку, именован за секретара Окружног комитета КПЈ за Беране и добио је задатак да на терену Горњег Полимља и Потарја организује оружану герилску борбу. До пролећа 1943. године, партизанска група коју је организовао, успела је да одржи и поред бројних италијнско-четничких снага, и прерасте у Беранско-андријевички партизански батаљон, који је био најјача борбена јединица у непријатељевој позадини на окупираној територији Црне Горе. Октобра 1943. после ослобођења Горњег Полимља, од стране јединица НОВ и ПО Југославије, постао је члан Покрајинског комитета КПЈ за Црну Гору и Боку, а почетком 1944. године је изабран за организационог секретара Покрајинског комитета. Учествовао је и у припремама и раду Земаљске антифашистичке скупштине народног ослобођења Црне Горе, а почетком 1945. године изабран је у Антифашистичко веће народног ослобођења Југославије.

### Послератни период
Одлуком Политбироа Централног комитета Комунистичке партије Југославије, марта 1945. године, после убиства Миладина Поповића, послат је на Косово и Метохију, где је преузео функцију секретара Обласног комитета КПЈ за Косово и Метохију. На овој функцији је остао до фебруара 1956. године, а у међувремену је обављао и функције: секретара Обласног одбора Народног фронта Косова и Метохије, потпредседника Извршног одбора Социјалистичког савеза радног народа Косова и Метохије и члана Обласног одбора Савеза бораца НОР-а Косова и Метохије. У периоду од 12. децембра 1953. до 5. маја 1956. године обављао је дужност председника Народне скупштине Аутономне Косовско-Метохијске Области, а по положају је био и члан Извршног већа Скупштине СР Србије.
Половином 1956. године прешао је из Приштине у Београд, где је обављао дужности: члана Извршног већа Скупштине НР Србије, председника Главног здружног савеза Србије и секретара за пољопривреду у Извршном већу Скупштине СР Србије. Средином 1962. године, по одлуци Централног комитета Савеза комуниста Југославије, вратио се у Црну Гору, где је од 16. децембра 1962. до 25. јуна 1963. године обављао функцију председника Извршног већа Скупштине СР Црне Горе, а по положају је био и члан Савезног извршног већа. Од 1969. године до смрти је непрекидно биран за члана Савета федерације.
Више пута је биран за народног посланика Скупштине Србије, Скупштине Црне Горе и Савезне скупштине, био је члан руководства ССРН Србије и ССРН Југославије и руководства СУБНОР-а Србије и СУБНОР-а Југославије.
Поред државник, обављао је и високе партијске функције - од 1945. године је био члан Централног комитета, а од 1957. и члан Извршног комитета ЦК Савеза комуниста Србије. Од 1962. године је био члан Централног комитета, а од средине 1963. до краја 1968. године председник Извршног комитета Савеза комуниста Црне Горе. За члана Централног комитета Савеза комуниста Југославије биран је на свим партијским конгресима, од Петог (1948) до Деветог конгреса СКЈ (1969).
Умро је 17. јануара 1980. на Неурохирушкој клиници у Београду, а сахрањен је у родном месту.
Носилац је Партизанске споменице 1941. и других југословенских одликовања, међу којима су - Орден јунака социјалистичког рада, Орден народног ослобођења, Орден заслуга за народ са златним венцем и Орден братства и јединства са златним венцем. Орденом народног хероја одликован је 10. јулa 1953. године.